# 千葉県道105号干潟停車場豊畑線
千葉県道105号干潟停車場豊畑線（ちばけんどう105ごう ひがたていしゃじょうとよはたせん）は、千葉県旭市内を通る県道である。

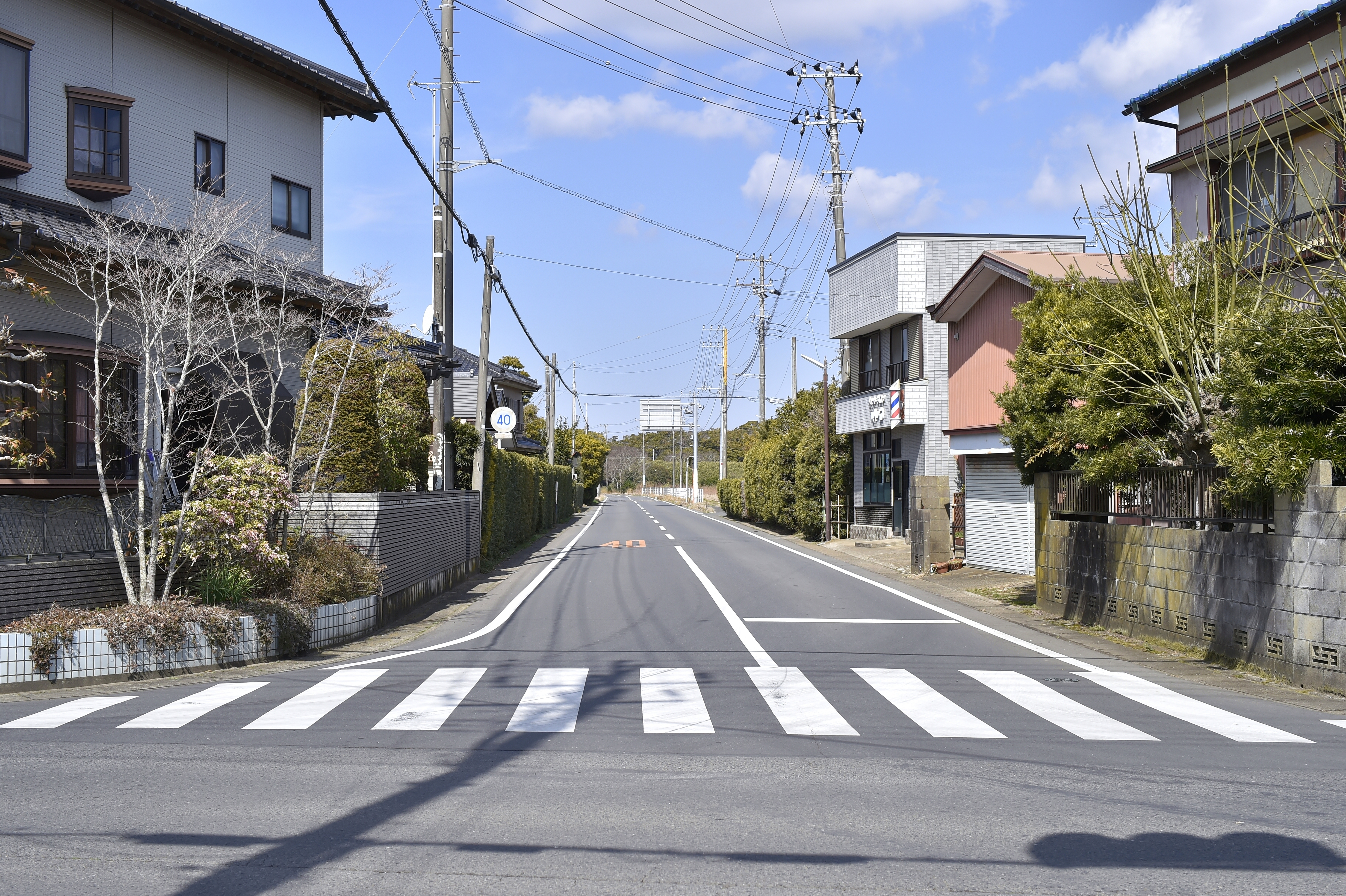
千葉県道105号干潟停車場豊畑線・旭市泉川の豊畑郵便局前より、干潟駅方面へ（2023年3月）

## 概要
干潟駅（実際は、すぐ先の国道126号と千葉県道56号佐原椿海線と交差する旭市干潟交差点まで）の起点から国道126号と重複して西へ進み、干潟交差点で南に分岐する。JR総武本線の踏切をこえて旭市泉川の千葉県道104号八日市場井戸野旭線交点に至る。
- 起点：旭市ニ（干潟駅）
- 終点：旭市泉川(旧匝瑳郡豊畑村)
- 区間延長:1.7km

## 路線状況

### 交通データ
平成22年(2010年)時点での干潟停車場豊畑線の自動車類交通量や幅員構成、車線数については以下の通りになっている。
| 交通調査地点 | 昼間12時間自動車類交通量 | 昼間12時間自動車類交通量 | 昼間12時間自動車類交通量 | 24時間自動車類交通量 | 24時間自動車類交通量 | 24時間自動車類交通量 | 道路部幅員 | 車道部幅員 | 車道幅員 | 歩道幅員 | 歩道幅員 | 車線数 |
| 交通調査地点 | 小型車                   | 大型車                   | 合計                     | 小型車               | 大型車               | 合計                 | 道路部幅員 | 車道部幅員 | 車道幅員 | 上り     | 下り     | 車線数 |
| 旭市川口2056 | 3771台                   | 291台                    | 4062台                   | 4880台               | 604台                | 5484台               | 9.00m      | 7.50m      | 5.50m    | 0.0m     | 1.50m    | 2      |

## 重複区間
- 国道126号（旭市、干潟駅間 - 干潟交差点）

## 通過する自治体
- 千葉県
  - 旭市

## 交差する道路
- 国道126号・千葉県道56号佐原椿海線（旭市鎌数（干潟交差点））
- 千葉県道104号八日市場井戸野旭線（旭市）